# Élections départementales de 2015 dans la Seine-Saint-Denis
Les élections départementales ont lieu les 22 et 29 mars 2015.

## Contexte départemental

### Assemblée départementale sortante
Avant les élections, le conseil général de la Seine-Saint-Denis était présidé par Stéphane Troussel membre du Parti socialiste.Il comprenait 40 conseillers généraux issus des 40 cantons de la Seine-Saint-Denis. Après le redécoupage cantonal de 2014, ce sont 42 conseillers départementaux qui ont été élus en mars 2015 au sein des 21 nouveaux cantons de la Seine-Saint-Denis.
| Parti                                                              | Sigle | Sigle | Élus |
| ------------------------------------------------------------------ | ----- | ----- | ---- |
| Majorité (29 sièges)                                               |       |       |      |
| Groupe Parti socialiste et Europe Écologie - Les Verts (16 sièges) |       |       |      |
| Parti socialiste                                                   |       | PS    | 13   |
| EÉLV                                                               |       | EÉLV  | 2    |
| Divers gauche                                                      |       | DVG   | 1    |
| Groupe Front de gauche (13 sièges)                                 |       |       |      |
| Parti communiste français                                          |       | PCF   | 13   |
| Opposition (11 sièges)                                             |       |       |      |
| Groupe UMP (6 sièges)                                              |       |       |      |
| Union pour un mouvement populaire                                  |       | UMP   | 6    |
| Groupe UDI (5 sièges)                                              |       |       |      |
| Union des démocrates et indépendants                               |       | UDI   | 5    |
| Président du conseil général                                       |       |       |      |
| Stéphane Troussel (PS)                                             |       |       |      |

### Assemblée départementale élue
| Parti                                | Sigle | Sigle | Élus |
| ------------------------------------ | ----- | ----- | ---- |
| Majorité (24 sièges)                 |       |       |      |
| Parti socialiste                     |       | PS    | 10   |
| Parti communiste français            |       | PCF   | 8    |
| Ensemble                             |       | E!    | 2    |
| EÉLV                                 |       | EÉLV  | 2    |
| Parti radical de gauche              |       | PRG   | 1    |
| Divers gauche                        |       | DVG   | 1    |
| Opposition (18 sièges)               |       |       |      |
| Union pour un mouvement populaire    |       | UMP   | 12   |
| Union des démocrates et indépendants |       | UDI   | 3    |
| Divers droite                        |       | DVD   | 2    |
| MoDem                                |       | MoDem | 1    |
| Président du conseil départemental   |       |       |      |
| Stéphane Troussel (PS)               |       |       |      |

## Résultats à l'échelle du département

### Résultats par nuances du ministère de l'Intérieur
Les nuances utilisées par le ministère de l'Intérieur ne tiennent pas compte des alliances locales.
|             | Union de la gauche | 54 949  | 20,48  | 62 362  | 26,86  | 8  |  |  |
|             | FG                 | 41 476  | 15,46  | 31 438  | 13,54  | 8  |  |  |
|             | PS                 | 20 611  | 7,68   | 28 969  | 12,48  | 6  |  |  |
|             | DVG                | 11 574  | 4,31   |         |        |    |  |  |
|             | PCF                | 2 363   | 0,88   | 4 257   | 1,83   | 2  |  |  |
|             | Gauche             | 130 973 | 48,81  | 127 026 | 54,71  | 24 |  |  |
|             |                    |         |        |         |        |    |  |  |
|             | Union de la droite | 34 872  | 13,00  | 38 412  | 16,52  | 8  |  |  |
|             | UMP                | 26 489  | 9,87   | 32 943  | 14,16  | 6  |  |  |
|             | UDI                | 14 427  | 5,38   | 17 459  | 7,51   | 2  |  |  |
|             | DVD                | 5 501   | 2,05   | 8 077   | 3,47   | 2  |  |  |
|             | MoDem              | 72 410  | 0,36   |         |        |    |  |  |
|             | Droite             | 81 289  | 30,29  | 96 891  | 41,66  | 18 |  |  |
|             |                    |         |        |         |        |    |  |  |
|             | FN                 | 54 168  | 20,19  | 9 459   | 4,07   | 0  |  |  |
|             |                    |         |        |         |        |    |  |  |
|             | Divers             | 1 114   | 0,42   |         |        |    |  |  |
|             |                    |         |        |         |        |    |  |  |
|             | EXG                | 790     | 0,29   |         |        |    |  |  |
|             |                    |         |        |         |        |    |  |  |
| Inscrits    | Inscrits           | 760 152 | 100,00 | 761 320 | 100,00 |    |  |  |
| Abstentions | Abstentions        | 480 200 | 63,17  | 501 310 | 65,85  |    |  |  |
| Votants     | Votants            | 279 952 | 36,83  | 260 010 | 34,15  |    |  |  |
| Blancs      | Blancs             | 8 389   | 3,00   | 20 639  | 7,94   |    |  |  |
| Nuls        | Nuls               | 3 229   | 1,15   | 6 800   | 2,62   |    |  |  |
| Exprimés    | Exprimés           | 268 334 | 95,85  | 232 571 | 89,45  |    |  |  |

### Résultats par canton
| Canton                  | Conseiller sortant    | Parti                | Parti       | Conseiller élu      | Parti           | Parti           |
| ----------------------- | --------------------- | -------------------- | ----------- | ------------------- | --------------- | --------------- |
| Aubervilliers           | Canton créé           | Canton créé          | Canton créé | Pascal Beaudet      |                 | PCF             |
| Aubervilliers           | Canton créé           | Canton créé          | Canton créé | Meriem Derkaoui     |                 | PCF             |
| Aubervilliers-Est       | Pascal Beaudet        |                      | PCF         | Canton supprimé     | Canton supprimé | Canton supprimé |
| Aubervilliers-Ouest     | Jean-Jacques Karman*  |                      | PCF         | Canton supprimé     | Canton supprimé | Canton supprimé |
| Aulnay-sous-Bois        | Canton créé           | Canton créé          | Canton créé | Bruno Beschizza     |                 | UMP             |
| Aulnay-sous-Bois        | Canton créé           | Canton créé          | Canton créé | Séverine Maroun     |                 | UMP             |
| Aulnay-sous-Bois-Nord   | Gérard Ségura*        |                      | PS          | Canton supprimé     | Canton supprimé | Canton supprimé |
| Aulnay-sous-Bois-Sud    | Jacques Chaussat*     |                      | UDI         | Canton supprimé     | Canton supprimé | Canton supprimé |
| Bagnolet                | Josiane Bernard*      |                      | PCF         | Michel Fromet       |                 | PS              |
| Bagnolet                | Josiane Bernard*      | Corinne Valls        | PCF         |                     | DVG             |                 |
| Le Blanc-Mesnil         | Hervé Bramy           |                      | PCF         | Christine Cerrigone |                 | UMP             |
| Le Blanc-Mesnil         | Hervé Bramy           | Thierry Meignen      | PCF         |                     |                 | UMP             |
| Bobigny                 | Abdel-Madjid Sadi     |                      | PCF         | Pascale Labbé       |                 | PCF             |
| Bobigny                 | Abdel-Madjid Sadi     | Abdel-Madjid Sadi    | PCF         |                     |                 | PCF             |
| Bondy                   | Canton créé           | Canton créé          | Canton créé | Katia Coppi         |                 | UMP             |
| Bondy                   | Canton créé           | Canton créé          | Canton créé | Stéphen Hervé       |                 | UMP             |
| Bondy-Nord-Ouest        | Sylvine Thomassin     |                      | PS          | Canton supprimé     | Canton supprimé | Canton supprimé |
| Bondy-Sud-Est           | Gilbert Roger         |                      | PS          | Canton supprimé     | Canton supprimé | Canton supprimé |
| Le Bourget              | Élisa Carcillo*       |                      | UDI         | Canton supprimé     | Canton supprimé | Canton supprimé |
| La Courneuve            | Stéphane Troussel     |                      | PS          | Zaïnaba Saïd-Anzum  |                 | PS              |
| La Courneuve            | Stéphane Troussel     | Stéphane Troussel    | PS          |                     |                 | PS              |
| Drancy                  | Stéphane Salini       |                      | UDI         | Aude Lagarde        |                 | UDI             |
| Drancy                  | Stéphane Salini       | Stéphane Salini      | UDI         |                     |                 | UDI             |
| Épinay-sur-Seine        | Hervé Chevreau        |                      | UDI         | Nadège Abomangoli   |                 | PS              |
| Épinay-sur-Seine        | Hervé Chevreau        | Michel Fourcade      | UDI         |                     |                 | PS              |
| Gagny                   | Michel Teulet*        |                      | UMP         | Gaëtan Grandin      |                 | UMP             |
| Gagny                   | Michel Teulet*        | Marie-Blanche Pietri | UMP         |                     |                 | UMP             |
| Les Lilas               | Daniel Guiraud        |                      | PS          | Canton supprimé     | Canton supprimé | Canton supprimé |
| Livry-Gargan            | Danièle Marini*       |                      | PS          | Sylvie Paul-Bernard |                 | UMP             |
| Livry-Gargan            | Danièle Marini*       | Gérard Prudhomme     | PS          |                     | UDI             |                 |
| Montfermeil             | Raymond Coënne*       |                      | UMP         | Canton supprimé     | Canton supprimé | Canton supprimé |
| Montreuil-Est           | Jean-Charles Nègre*   |                      | PCF         | Canton supprimé     | Canton supprimé | Canton supprimé |
| Montreuil-Nord          | Frédéric Molossi      |                      | PS          | Canton supprimé     | Canton supprimé | Canton supprimé |
| Montreuil-Ouest         | Belaïde Bedreddine    |                      | PCF         | Canton supprimé     | Canton supprimé | Canton supprimé |
| Montreuil-1             | Canton créé           | Canton créé          | Canton créé | Frédéric Molossi    |                 | PS              |
| Montreuil-1             | Canton créé           | Canton créé          | Canton créé | Magalie Thibault    |                 | PS              |
| Montreuil-2             | Canton créé           | Canton créé          | Canton créé | Dominique Attia     |                 | Ensemble        |
| Montreuil-2             | Canton créé           | Canton créé          | Canton créé | Belaïde Bedreddine  |                 | PCF             |
| Neuilly-Plaisance       | Pierre Facon*         |                      | UDI         | Canton supprimé     | Canton supprimé | Canton supprimé |
| Neuilly-sur-Marne       | Michèle Bailly        |                      | PS          | Canton supprimé     | Canton supprimé | Canton supprimé |
| Noisy-le-Grand          | Emmanuel Constant     |                      | PS          | Emmanuel Constant   |                 | PS              |
| Noisy-le-Grand          | Emmanuel Constant     | Frédérique Durand    | PS          |                     | EÉLV            |                 |
| Noisy-le-Sec            | Gilles Garnier*       |                      | PCF         | Canton supprimé     | Canton supprimé | Canton supprimé |
| Pantin                  | Canton créé           | Canton créé          | Canton créé | Bertrand Kern       |                 | PS              |
| Pantin                  | Canton créé           | Canton créé          | Canton créé | Florence Laroche    |                 | PRG             |
| Pantin-Est              | Aline Archimbaud*     |                      | EÉLV        | Canton supprimé     | Canton supprimé | Canton supprimé |
| Pantin-Ouest            | Bertrand Kern         |                      | PS          | Canton supprimé     | Canton supprimé | Canton supprimé |
| Les Pavillons-sous-Bois | Katia Coppi           |                      | UMP         | Canton supprimé     | Canton supprimé | Canton supprimé |
| Pierrefitte-sur-Seine   | Michel Fourcade       |                      | PS          | Canton supprimé     | Canton supprimé | Canton supprimé |
| Le Raincy               | Claude Dilain*        |                      | PS          | Canton supprimé     | Canton supprimé | Canton supprimé |
| Romainville             | Corinne Valls         |                      | DVG         | Canton supprimé     | Canton supprimé | Canton supprimé |
| Rosny-sous-Bois         | Claude Capillon       |                      | UMP         | Canton supprimé     | Canton supprimé | Canton supprimé |
| Saint-Denis-Nord-Est    | Bally Bagayoko        |                      | PCF         | Canton supprimé     | Canton supprimé | Canton supprimé |
| Saint-Denis-Nord-Ouest  | Florence Haye         |                      | PCF         | Canton supprimé     | Canton supprimé | Canton supprimé |
| Saint-Denis-Sud         | Mathieu Hanotin       |                      | PS          | Canton supprimé     | Canton supprimé | Canton supprimé |
| Saint-Denis-1           | Canton créé           | Canton créé          | Canton créé | Nadège Grosbois     |                 | EÉLV            |
| Saint-Denis-1           | Canton créé           | Canton créé          | Canton créé | Mathieu Hanotin     |                 | PS              |
| Saint-Denis-2           | Canton créé           | Canton créé          | Canton créé | Silvia Capanema     |                 | PCF             |
| Saint-Denis-2           | Canton créé           | Canton créé          | Canton créé | Azzedine Taibi      |                 | PCF             |
| Saint-Ouen              | Jacqueline Rouillon*  |                      | PCF         | Hervé Chevreau      |                 | DVD             |
| Saint-Ouen              | Jacqueline Rouillon*  | Marie-Louise Magrino | PCF         |                     |                 | DVD             |
| Sevran                  | Jean-François Baillon |                      | EÉLV        | Yvon Kergoat        |                 | MoDem           |
| Sevran                  | Jean-François Baillon | Martine Valleton     | EÉLV        |                     | UMP             |                 |
| Stains                  | Azzédine Taïbi        |                      | PCF         | Canton supprimé     | Canton supprimé | Canton supprimé |
| Tremblay-en-France      | Pierre Laporte        |                      | PCF         | Dominique Attia     |                 | PCF             |
| Tremblay-en-France      | Pierre Laporte        | Pierre Laporte       | PCF         |                     | Ensemble        |                 |
| Villemomble             | Jean-Michel Bluteau   |                      | UMP         | Jean-Michel Bluteau |                 | UMP             |
| Villemomble             | Jean-Michel Bluteau   | Michèle Choulet      | UMP         |                     |                 | UMP             |
| Villepinte              | Martine Valleton      |                      | UMP         | Canton supprimé     | Canton supprimé | Canton supprimé |

* Conseillers généraux sortants ne se représentant pas 

## Résultats par canton

### Canton d'Aubervilliers
| Candidats            | Candidats       | Partis      | Partis      | Premier tour | Premier tour | Second tour | Second tour |
| Candidats            | Candidats       | Partis      | Partis      | Voix         | %            | Voix        | %           |
| -------------------- | --------------- | ----------- | ----------- | ------------ | ------------ | ----------- | ----------- |
| 1                    | Arab Ali Cherif |             | DVG         | 382          | 5,10         |             |             |
| 1                    | Sadia Djerroud  |             | DVG         | 382          | 5,10         |             |             |
| 2                    | Alain Guyomard  |             | FN          | 1 634        | 21,81        |             |             |
| 2                    | Céline Lecat    |             | FN          | 1 634        | 21,81        |             |             |
| 3                    | Karine Franclet |             | UDI         | 1 218        | 16,26        |             |             |
| 3                    | Kamel Hamza     |             | UMP         | 1 218        | 16,26        |             |             |
| 4                    | Tahar Raaf      |             | EÉLV        | 1 896        | 25,30        | Retrait     | Retrait     |
| 4                    | Évelyne Yonnet  |             | PS          | 1 896        | 25,30        | Retrait     | Retrait     |
| 5                    | Pascal Beaudet* |             | PCF         | 2 363        | 31,54        | 4 257       | 100,00      |
| 5                    | Meriem Derkaoui |             | PCF         | 2 363        | 31,54        | 4 257       | 100,00      |
|                      |                 |             |             |              |              |             |             |
| Inscrits             | Inscrits        | Inscrits    | Inscrits    | 27 236       | 100,00       | 27 236      | 100,00      |
| Abstentions          | Abstentions     | Abstentions | Abstentions | 19 387       | 71,18        | 21 343      | 78,36       |
| Votants              | Votants         | Votants     | Votants     | 7 849        | 28,82        | 5 893       | 21,64       |
| Blancs               | Blancs          | Blancs      | Blancs      | 230          | 2,93         | 1 237       | 22,52       |
| Nuls                 | Nuls            | Nuls        | Nuls        | 126          | 1,61         | 309         | 5,24        |
| Exprimés             | Exprimés        | Exprimés    | Exprimés    | 7 493        | 95,46        | 4 257       | 72,24       |
| * conseiller sortant |                 |             |             |              |              |             |             |

### Canton d'Aulnay-sous-Bois
| Candidats   | Candidats               | Partis      | Partis      | Premier tour | Premier tour | Second tour | Second tour |
| Candidats   | Candidats               | Partis      | Partis      | Voix         | %            | Voix        | %           |
| ----------- | ----------------------- | ----------- | ----------- | ------------ | ------------ | ----------- | ----------- |
| 1           | Claire Dexheimer        |             | DVE         | 1 695        | 11,40        |             |             |
| 1           | Mackendie Toupuissant   |             | PCF         | 1 695        | 11,40        |             |             |
| 2           | Latifa Bezzaouya-Cotrie |             | PS          | 3 338        | 22,45        | 5 008       | 34,43       |
| 2           | Guy Challier            |             | PS          | 3 338        | 22,45        | 5 008       | 34,43       |
| 3           | Daniel Jacob            |             | UDI         | 0            | 0,00         |             |             |
| 3           | Michelle Taddei         |             | UDI         | 0            | 0,00         |             |             |
| 4           | Cyril Bozonnet          |             | FN          | 2 942        | 19,78        |             |             |
| 4           | Marie Vanessche         |             | FN          | 2 942        | 19,78        |             |             |
| 5           | Bruno Beschizza         |             | UMP         | 6 895        | 46,37        | 9 538       | 65,57       |
| 5           | Séverine Maroun         |             | UMP         | 6 895        | 46,37        | 9 538       | 65,57       |
|             |                         |             |             |              |              |             |             |
| Inscrits    | Inscrits                | Inscrits    | Inscrits    | 44 454       | 100,00       | 44 445      | 100,00      |
| Abstentions | Abstentions             | Abstentions | Abstentions | 28 923       | 65,06        | 28 814      | 64,83       |
| Votants     | Votants                 | Votants     | Votants     | 15 531       | 34,94        | 15 631      | 35,17       |
| Blancs      | Blancs                  | Blancs      | Blancs      | 489          | 3,15         | 779         | 4,98        |
| Nuls        | Nuls                    | Nuls        | Nuls        | 172          | 1,11         | 306         | 1,96        |
| Exprimés    | Exprimés                | Exprimés    | Exprimés    | 14 870       | 95,74        | 145 646     | 93,0        |

### Canton de Bagnolet
| Candidats            | Candidats               | Partis      | Partis      | Premier tour | Premier tour | Second tour | Second tour |
| Candidats            | Candidats               | Partis      | Partis      | Voix         | %            | Voix        | %           |
| -------------------- | ----------------------- | ----------- | ----------- | ------------ | ------------ | ----------- | ----------- |
| 1                    | Florian Favier-Wagenaar |             | UMP         | 2 631        | 16,13        |             |             |
| 1                    | Caroline Taieb          |             | UMP         | 2 631        | 16,13        |             |             |
| 2                    | Sofia Dauvergne         |             | FG          | 3 468        | 21,26        | Retrait     | Retrait     |
| 2                    | Laurent Jamet           |             | PCF         | 3 468        | 21,26        | Retrait     | Retrait     |
| 3                    | Mickael Biabiany        |             | FN          | 2 668        | 16,35        |             |             |
| 3                    | Baya Moussaoui          |             | FN          | 2 668        | 16,35        |             |             |
| 4                    | Daniel Guiraud*         |             | PS          | 7 548        | 46,26        | 8 863       | 100,00      |
| 4                    | Corinne Valls*          |             | DVG         | 7 548        | 46,26        | 8 863       | 100,00      |
|                      |                         |             |             |              |              |             |             |
| Inscrits             | Inscrits                | Inscrits    | Inscrits    | 45 807       | 100,00       | 45 808      | 100,00      |
| Abstentions          | Abstentions             | Abstentions | Abstentions | 28 702       | 62,66        | 33 457      | 73,04       |
| Votants              | Votants                 | Votants     | Votants     | 17 105       | 37,34        | 12 351      | 26,94       |
| Blancs               | Blancs                  | Blancs      | Blancs      | 665          | 3,89         | 3 107       | 25,16       |
| Nuls                 | Nuls                    | Nuls        | Nuls        | 125          | 0,73         | 381         | 3,08        |
| Exprimés             | Exprimés                | Exprimés    | Exprimés    | 16 315       | 95,38        | 8 863       | 71,16       |
| * conseiller sortant |                         |             |             |              |              |             |             |

### Canton du Blanc-Mesnil
| Candidats            | Candidats           | Partis      | Partis      | Premier tour | Premier tour | Second tour | Second tour |
| Candidats            | Candidats           | Partis      | Partis      | Voix         | %            | Voix        | %           |
| -------------------- | ------------------- | ----------- | ----------- | ------------ | ------------ | ----------- | ----------- |
| 1                    | Mohammed Cherif     |             | DVD         | 880          | 8,48         |             |             |
| 1                    | Karima Khatim       |             | DVD         | 880          | 8,48         |             |             |
| 2                    | Sandrine Hedel      |             | PS          | 1 037        | 9,99         |             |             |
| 2                    | Jean-Yves Souben    |             | EÉLV        | 1 037        | 9,99         |             |             |
| 3                    | Sabrina Sellem      |             | FN          | 1 873        | 18,04        |             |             |
| 3                    | Laurent Spagnol     |             | FN          | 1 873        | 18,04        |             |             |
| 4                    | Hervé Bramy*        |             | PCF         | 2 093        | 20,16        | 3 860       | 38,48       |
| 4                    | Elvire Guivarc'h    |             | PCF         | 2 093        | 20,16        | 3 860       | 38,48       |
| 5                    | Christine Cerrigone |             | UMP         | 4 498        | 43,33        | 6 171       | 61,52       |
| 5                    | Thierry Meignen     |             | UMP         | 4 498        | 43,33        | 6 171       | 61,52       |
|                      |                     |             |             |              |              |             |             |
| Inscrits             | Inscrits            | Inscrits    | Inscrits    | 29 133       | 100,00       | 29 133      | 100,00      |
| Abstentions          | Abstentions         | Abstentions | Abstentions | 18 364       | 63,04        | 18 547      | 63,66       |
| Votants              | Votants             | Votants     | Votants     | 10 769       | 36,96        | 10 586      | 36,34       |
| Blancs               | Blancs              | Blancs      | Blancs      | 231          | 2,15         | 352         | 3,33        |
| Nuls                 | Nuls                | Nuls        | Nuls        | 157          | 1,46         | 203         | 1,92        |
| Exprimés             | Exprimés            | Exprimés    | Exprimés    | 10 381       | 96,40        | 10 031      | 94,76       |
| * conseiller sortant |                     |             |             |              |              |             |             |

### Canton de Bobigny
| Candidats            | Candidats             | Partis      | Partis      | Premier tour | Premier tour | Second tour | Second tour |
| Candidats            | Candidats             | Partis      | Partis      | Voix         | %            | Voix        | %           |
| -------------------- | --------------------- | ----------- | ----------- | ------------ | ------------ | ----------- | ----------- |
| 1                    | Claudine Monferran    |             | FN          | 2 400        | 18,87        |             |             |
| 1                    | Alexandre Rondepierre |             | FN          | 2 400        | 18,87        |             |             |
| 2                    | Naima Belahcene       |             | DVD         | 441          | 3,47         |             |             |
| 2                    | Miloud Gherras        |             | DVD         | 441          | 3,47         |             |             |
| 3                    | Fouad Ben Ahmed       |             | PS          | 2 018        | 15,87        |             |             |
| 3                    | Martine Day           |             | PRG         | 2 018        | 15,87        |             |             |
| 4                    | Pascale Labbé         |             | PCF         | 3 878        | 30,49        | 6 998       | 52,81       |
| 4                    | Abdel Sadi*           |             | FG          | 3 878        | 30,49        | 6 998       | 52,81       |
| 5                    | Khadija Gibier        |             | UDI         | 3 981        | 31,30        | 6 253       | 47,19       |
| 5                    | Laurent Rivoire       |             | UDI         | 3 981        | 31,30        | 6 253       | 47,19       |
|                      |                       |             |             |              |              |             |             |
| Inscrits             | Inscrits              | Inscrits    | Inscrits    | 41 426       | 100,00       | 41 425      | 100,00      |
| Abstentions          | Abstentions           | Abstentions | Abstentions | 28 147       | 67,95        | 27 325      | 65,96       |
| Votants              | Votants               | Votants     | Votants     | 13 279       | 32,05        | 14 100      | 34,04       |
| Blancs               | Blancs                | Blancs      | Blancs      | 478          | 3,60         | 558         | 3,96        |
| Nuls                 | Nuls                  | Nuls        | Nuls        | 83           | 0,63         | 291         | 2,06        |
| Exprimés             | Exprimés              | Exprimés    | Exprimés    | 12 718       | 95,78        | 13 251      | 93,98       |
| * conseiller sortant |                       |             |             |              |              |             |             |

### Canton de Bondy
| Candidats            | Candidats            | Partis      | Partis      | Premier tour | Premier tour | Second tour | Second tour |
| Candidats            | Candidats            | Partis      | Partis      | Voix         | %            | Voix        | %           |
| -------------------- | -------------------- | ----------- | ----------- | ------------ | ------------ | ----------- | ----------- |
| 1                    | Sylvie Badoux        |             | PCF         | 1 014        | 7,01         |             |             |
| 1                    | Madigata Baradji     |             | FG          | 1 014        | 7,01         |             |             |
| 2                    | Hakim Kadri          |             | DVG         | 715          | 4,95         |             |             |
| 2                    | Dominique Pierronnet |             | DVG         | 715          | 4,95         |             |             |
| 3                    | Hocen Boussebci      |             | DVD         | 374          | 2,59         |             |             |
| 3                    | Jordane Verneau      |             | DVD         | 374          | 2,59         |             |             |
| 4                    | Katia Coppi*         |             | UMP         | 4 706        | 32,56        | 7 758       | 53,85       |
| 4                    | Stéphen Hervé        |             | UMP         | 4 706        | 32,56        | 7 758       | 53,85       |
| 5                    | Guy Laridan          |             | FN          | 2 887        | 19,97        |             |             |
| 5                    | Iléana Merlier       |             | FN          | 2 887        | 19,97        |             |             |
| 6                    | Gilbert Roger*       |             | PS          | 4 759        | 32,92        | 6 650       | 46,15       |
| 6                    | Sylvine Thomassin*   |             | PS          | 4 759        | 32,92        | 6 650       | 46,15       |
|                      |                      |             |             |              |              |             |             |
| Inscrits             | Inscrits             | Inscrits    | Inscrits    | 38 080       | 100,00       | 38 080      | 100,00      |
| Abstentions          | Abstentions          | Abstentions | Abstentions | 23 049       | 60,53        | 22 649      | 59,48       |
| Votants              | Votants              | Votants     | Votants     | 15 031       | 39,47        | 15 431      | 40,52       |
| Blancs               | Blancs               | Blancs      | Blancs      | 392          | 2,61         | 699         | 4,53        |
| Nuls                 | Nuls                 | Nuls        | Nuls        | 184          | 1,22         | 324         | 2,10        |
| Exprimés             | Exprimés             | Exprimés    | Exprimés    | 14 455       | 96,17        | 14 408      | 94,37       |
| * conseiller sortant |                      |             |             |              |              |             |             |

### Canton de La Courneuve
| Candidats            | Candidats              | Partis      | Partis      | Premier tour | Premier tour | Second tour | Second tour |
| Candidats            | Candidats              | Partis      | Partis      | Voix         | %            | Voix        | %           |
| -------------------- | ---------------------- | ----------- | ----------- | ------------ | ------------ | ----------- | ----------- |
| 1                    | Mebrouka Hadjadj       |             | DVG         | 832          | 8,87         |             |             |
| 1                    | Nasreddinne Yahya      |             | DVG         | 832          | 8,87         |             |             |
| 2                    | Samir Kherouni         |             | DVG         | 212          | 2,26         |             |             |
| 2                    | Céline Leclerc         |             | DVG         | 212          | 2,26         |             |             |
| 3                    | Corinne Cadays-Delhome |             | PCF         | 1 383        | 14,75        |             |             |
| 3                    | Seyfeddine Cherraben   |             | FG          | 1 383        | 14,75        |             |             |
| 4                    | Jacques Godard         |             | UDI         | 1 895        | 20,20        | 3 192       | 38,56       |
| 4                    | Séverine Levé          |             | UMP         | 1 895        | 20,20        | 3 192       | 38,56       |
| 5                    | Zaïnaba Saïd-Anzum     |             | PS          | 3 240        | 34,55        | 5 087       | 61,44       |
| 5                    | Stéphane Troussel*     |             | PS          | 3 240        | 34,55        | 5 087       | 61,44       |
| 6                    | Thierry Cumps          |             | FN          | 1 817        | 19,37        |             |             |
| 6                    | Helen Gamotéa          |             | FN          | 1 817        | 19,37        |             |             |
|                      |                        |             |             |              |              |             |             |
| Inscrits             | Inscrits               | Inscrits    | Inscrits    | 25 816       | 100,00       | 25 817      | 100,00      |
| Abstentions          | Abstentions            | Abstentions | Abstentions | 16 124       | 62,46        | 16 916      | 65,52       |
| Votants              | Votants                | Votants     | Votants     | 9 692        | 37,54        | 8 901       | 34,48       |
| Blancs               | Blancs                 | Blancs      | Blancs      | 188          | 1,94         | 393         | 4,42        |
| Nuls                 | Nuls                   | Nuls        | Nuls        | 125          | 1,29         | 229         | 2,57        |
| Exprimés             | Exprimés               | Exprimés    | Exprimés    | 9 379        | 96,77        | 8 279       | 93,01       |
| * conseiller sortant |                        |             |             |              |              |             |             |

### Canton de Drancy
| Candidats            | Candidats            | Partis      | Partis      | Premier tour | Premier tour | Second tour | Second tour |
| Candidats            | Candidats            | Partis      | Partis      | Voix         | %            | Voix        | %           |
| -------------------- | -------------------- | ----------- | ----------- | ------------ | ------------ | ----------- | ----------- |
| 1                    | Olivier Valentin     |             | PCF         | 1 471        | 12,79        |             |             |
| 1                    | Nathalie Vasseur     |             | FG          | 1 471        | 12,79        |             |             |
| 2                    | Jean-François Perier |             | FN          | 2 565        | 22,30        | 2 691       | 25,03       |
| 2                    | Line Valles          |             | FN          | 2 565        | 22,30        | 2 691       | 25,03       |
| 3                    | Aude Lagarde         |             | UDI         | 5 980        | 52,00        | 8 059       | 74,97       |
| 3                    | Stéphane Salini*     |             | UDI         | 5 980        | 52,00        | 8 059       | 74,97       |
| 4                    | Patricia Bour        |             | UMP         | 0            | 0,00         |             |             |
| 4                    | Jullien Carré        |             | UMP         | 0            | 0,00         |             |             |
| 5                    | Ludovic Bu-Locko     |             | EÉLV        | 1 484        | 12,90        |             |             |
| 5                    | Hanane Faouzi        |             | PRG         | 1 484        | 12,90        |             |             |
|                      |                      |             |             |              |              |             |             |
| Inscrits             | Inscrits             | Inscrits    | Inscrits    | 31 163       | 100,00       | 31 164      | 100,00      |
| Abstentions          | Abstentions          | Abstentions | Abstentions | 19 200       | 61,61        | 19 420      | 62,32       |
| Votants              | Votants              | Votants     | Votants     | 11 963       | 38,39        | 11 744      | 37,38       |
| Blancs               | Blancs               | Blancs      | Blancs      | 332          | 2,78         | 712         | 6,06        |
| Nuls                 | Nuls                 | Nuls        | Nuls        | 131          | 1,10         | 282         | 2,40        |
| Exprimés             | Exprimés             | Exprimés    | Exprimés    | 11 500       | 96,13        | 10 750      | 91,54       |
| * conseiller sortant |                      |             |             |              |              |             |             |

### Canton d'Épinay-sur-Seine
| Candidats            | Candidats            | Partis      | Partis      | Premier tour | Premier tour | Second tour | Second tour |
| Candidats            | Candidats            | Partis      | Partis      | Voix         | %            | Voix        | %           |
| -------------------- | -------------------- | ----------- | ----------- | ------------ | ------------ | ----------- | ----------- |
| 1                    | Marion Guénot        |             | PCF         | 1 274        | 16,66        |             |             |
| 1                    | Gilbert Loimon       |             | PCF         | 1 274        | 16,66        |             |             |
| 2                    | Jean-Marc Buccafurri |             | FN          | 1 738        | 22,73        |             |             |
| 2                    | Christine Jouani     |             | FN          | 1 738        | 22,73        |             |             |
| 3                    | Nadège Abomangoli    |             | PS          | 2 752        | 36,00        | 3 933       | 55,55       |
| 3                    | Michel Fourcade*     |             | PS          | 2 752        | 36,00        | 3 933       | 55,55       |
| 4                    | Farid Saïdani        |             | UDI         | 1 881        | 24,60        | 3 147       | 44,45       |
| 4                    | Linda Sayah          |             | UDI         | 1 881        | 24,60        | 3 147       | 44,45       |
|                      |                      |             |             |              |              |             |             |
| Inscrits             | Inscrits             | Inscrits    | Inscrits    | 28 282       | 100,00       | 28 282      | 100,00      |
| Abstentions          | Abstentions          | Abstentions | Abstentions | 20 259       | 71,63        | 20 467      | 72,37       |
| Votants              | Votants              | Votants     | Votants     | 8 023        | 28,37        | 7 815       | 27,63       |
| Blancs               | Blancs               | Blancs      | Blancs      | 209          | 2,61         | 427         | 5,46        |
| Nuls                 | Nuls                 | Nuls        | Nuls        | 169          | 2,11         | 308         | 3,94        |
| Exprimés             | Exprimés             | Exprimés    | Exprimés    | 7 645        | 95,29        | 7 080       | 90,60       |
| * conseiller sortant |                      |             |             |              |              |             |             |

### Canton de Gagny
| Candidats            | Candidats            | Partis      | Partis      | Premier tour | Premier tour | Second tour | Second tour |
| Candidats            | Candidats            | Partis      | Partis      | Voix         | %            | Voix        | %           |
| -------------------- | -------------------- | ----------- | ----------- | ------------ | ------------ | ----------- | ----------- |
| 1                    | Michèle Bailly*      |             | PS          | 5 734        | 35,95        | 7 330       | 49,93       |
| 1                    | Aurélien Berthou     |             | EÉLV        | 5 734        | 35,95        | 7 330       | 49,93       |
| 2                    | Nadia François       |             | FN          | 3 922        | 24,59        |             |             |
| 2                    | Serge Wargniez       |             | FN          | 3 922        | 24,59        |             |             |
| 3                    | Patricia Concentrait |             | PCF         | 1 501        | 9,41         |             |             |
| 3                    | Michel Tavet         |             | PCF         | 1 501        | 9,41         |             |             |
| 4                    | Gaëtan Grandin       |             | UMP         | 4 794        | 30,05        | 7 351       | 50,07       |
| 4                    | Marie-Blanche Pietri |             | UMP         | 4 794        | 30,05        | 7 351       | 50,07       |
|                      |                      |             |             |              |              |             |             |
| Inscrits             | Inscrits             | Inscrits    | Inscrits    | 40 698       | 100,00       | 40 698      | 100,00      |
| Abstentions          | Abstentions          | Abstentions | Abstentions | 24 018       | 59,02        | 24 885      | 61,15       |
| Votants              | Votants              | Votants     | Votants     | 16 680       | 40,98        | 15 813      | 38,85       |
| Blancs               | Blancs               | Blancs      | Blancs      | 488          | 2,93         | 721         | 4,56        |
| Nuls                 | Nuls                 | Nuls        | Nuls        | 241          | 1,44         | 411         | 2,60        |
| Exprimés             | Exprimés             | Exprimés    | Exprimés    | 15 951       | 95,63        | 14 681      | 92,84       |
| * conseiller sortant |                      |             |             |              |              |             |             |

### Canton de Livry-Gargan
| Candidats   | Candidats                 | Partis      | Partis      | Premier tour | Premier tour | Second tour | Second tour |
| Candidats   | Candidats                 | Partis      | Partis      | Voix         | %            | Voix        | %           |
| ----------- | ------------------------- | ----------- | ----------- | ------------ | ------------ | ----------- | ----------- |
| 1           | Françoise Bitatsi-Trachet |             | PCF         | 859          | 6,33         |             |             |
| 1           | Alain Saint-Val           |             | PCF         | 859          | 6,33         |             |             |
| 2           | Gilles Clavel             |             | FN          | 3 798        | 27,97        |             |             |
| 2           | Marie-Anaëlle Pampouille  |             | FN          | 3 798        | 27,97        |             |             |
| 3           | Sylvie Paul               |             | UMP         | 3 989        | 29,37        | 6 712       | 52,07       |
| 3           | Gérard Prudhomme          |             | UDI         | 3 989        | 29,37        | 6 712       | 52,07       |
| 4           | Olivier Klein             |             | PS          | 4 589        | 33,79        | 6 178       | 47,93       |
| 4           | Charlotte Seutin          |             | PS          | 4 589        | 33,79        | 6 178       | 47,93       |
| 5           | Corinne Delautrette       |             | LO          | 346          | 2,55         |             |             |
| 5           | Sullivan Munoz            |             | LO          | 346          | 2,55         |             |             |
|             |                           |             |             |              |              |             |             |
| Inscrits    | Inscrits                  | Inscrits    | Inscrits    | 33 801       | 100,00       | 33 801      | 100,00      |
| Abstentions | Abstentions               | Abstentions | Abstentions | 19 688       | 58,25        | 19 968      | 59,08       |
| Votants     | Votants                   | Votants     | Votants     | 14 113       | 41,75        | 13 833      | 40,92       |
| Blancs      | Blancs                    | Blancs      | Blancs      | 372          | 2,64         | 614         | 4,44        |
| Nuls        | Nuls                      | Nuls        | Nuls        | 160          | 1,13         | 329         | 2,38        |
| Exprimés    | Exprimés                  | Exprimés    | Exprimés    | 13 581       | 96,23        | 12 890      | 93,18       |

### Canton de Montreuil-1
| Candidats            | Candidats         | Partis      | Partis      | Premier tour | Premier tour | Second tour | Second tour |
| Candidats            | Candidats         | Partis      | Partis      | Voix         | %            | Voix        | %           |
| -------------------- | ----------------- | ----------- | ----------- | ------------ | ------------ | ----------- | ----------- |
| 1                    | Riva Gherchanoc   |             | PG          | 3 157        | 18,77        |             |             |
| 1                    | Florian Vigneron  |             | PCF         | 3 157        | 18,77        |             |             |
| 2                    | Serge Boudignon   |             | FN          | 3 014        | 17,92        |             |             |
| 2                    | Annie Gastine     |             | FN          | 3 014        | 17,92        |             |             |
| 3                    | Frédéric Molossi* |             | PS          | 4 496        | 26,73        | 8 291       | 53,38       |
| 3                    | Magalie Thibault  |             | PS          | 4 496        | 26,73        | 8 291       | 53,38       |
| 4                    | Catherine Dehay   |             | DVG         | 1 181        | 7,02         |             |             |
| 4                    | Nordine Rahmani   |             | DVG         | 1 181        | 7,02         |             |             |
| 5                    | Claude Capillon*  |             | UMP         | 4 969        | 29,55        | 7 242       | 46,62       |
| 5                    | Manon Laporte     |             | UMP         | 4 969        | 29,55        | 7 242       | 46,62       |
|                      |                   |             |             |              |              |             |             |
| Inscrits             | Inscrits          | Inscrits    | Inscrits    | 46 675       | 100,00       | 46 675      | 100,00      |
| Abstentions          | Abstentions       | Abstentions | Abstentions | 28 925       | 61,97        | 29 801      | 63,85       |
| Votants              | Votants           | Votants     | Votants     | 17 750       | 38,03        | 16 874      | 36,15       |
| Blancs               | Blancs            | Blancs      | Blancs      | 838          | 4,72         | 1 175       | 6,96        |
| Nuls                 | Nuls              | Nuls        | Nuls        | 95           | 0,54         | 166         | 0,98        |
| Exprimés             | Exprimés          | Exprimés    | Exprimés    | 16 817       | 94,74        | 15 533      | 92,05       |
| * conseiller sortant |                   |             |             |              |              |             |             |

### Canton de Montreuil-2
| Candidats            | Candidats           | Partis      | Partis      | Premier tour | Premier tour | Second tour | Second tour |
| Candidats            | Candidats           | Partis      | Partis      | Voix         | %            | Voix        | %           |
| -------------------- | ------------------- | ----------- | ----------- | ------------ | ------------ | ----------- | ----------- |
| 1                    | Dominique Attia     |             | Ensemble    | 2 799        | 23,16        | 5 265       | 59,26       |
| 1                    | Belaïde Bedreddine* |             | PCF         | 2 799        | 23,16        | 5 265       | 59,26       |
| 2                    | Nabil Ben Ghanem    |             | UDI         | 1 595        | 13,19        |             |             |
| 2                    | Bertille Claux      |             | UDI         | 1 595        | 13,19        |             |             |
| 3                    | Florence Fréry      |             | EÉLV        | 2 646        | 21,89        | 3 619       | 40,74       |
| 3                    | Djamal Leghmizi     |             | EÉLV        | 2 646        | 21,89        | 3 619       | 40,74       |
| 4                    | Grégory Villeneuve  |             | DVG         | 2 284        | 18,89        |             |             |
| 4                    | Mouna Viprey        |             | DVG         | 2 284        | 18,89        |             |             |
| 5                    | Jean-Luc Blin       |             | FN          | 1 610        | 13,32        |             |             |
| 5                    | Élisabeth Courtial  |             | FN          | 1 610        | 13,32        |             |             |
| 6                    | Christel Keiser     |             | POI         | 270          | 2,23         |             |             |
| 6                    | Eheick Mamadou      |             | EXG         | 270          | 2,23         |             |             |
| 7                    | Stéphanie Cénat     |             | ND          | 884          | 7,31         |             |             |
| 7                    | Hugues Leforestier  |             | ND          | 884          | 7,31         |             |             |
|                      |                     |             |             |              |              |             |             |
| Inscrits             | Inscrits            | Inscrits    | Inscrits    | 32 562       | 100,00       | 32 564      | 100,00      |
| Abstentions          | Abstentions         | Abstentions | Abstentions | 19 989       | 61,39        | 22 176      | 68,10       |
| Votants              | Votants             | Votants     | Votants     | 12 573       | 38,61        | 10 388      | 31,90       |
| Blancs               | Blancs              | Blancs      | Blancs      | 339          | 2,70         | 1 106       | 10,65       |
| Nuls                 | Nuls                | Nuls        | Nuls        | 146          | 1,16         | 398         | 3,83        |
| Exprimés             | Exprimés            | Exprimés    | Exprimés    | 12 088       | 96,14        | 8 884       | 85,52       |
| * conseiller sortant |                     |             |             |              |              |             |             |

### Canton de Noisy-le-Grand
| Candidats            | Candidats          | Partis      | Partis      | Premier tour | Premier tour | Second tour | Second tour |
| Candidats            | Candidats          | Partis      | Partis      | Voix         | %            | Voix        | %           |
| -------------------- | ------------------ | ----------- | ----------- | ------------ | ------------ | ----------- | ----------- |
| 1                    | Herminia Fardeau   |             | FN          | 3 256        | 20,97        |             |             |
| 1                    | Michel Paulin      |             | FN          | 3 256        | 20,97        |             |             |
| 2                    | Éric Allemon       |             | UDI         | 4 653        | 29,97        | 7 183       | 48,62       |
| 2                    | Brigitte Marsigny  |             | UMP         | 4 653        | 29,97        | 7 183       | 48,62       |
| 3                    | Emmanuel Constant* |             | PS          | 6 027        | 38,81        | 7 592       | 51,38       |
| 3                    | Frédérique Denis   |             | EÉLV        | 6 027        | 38,81        | 7 592       | 51,38       |
| 4                    | Yann Millerioux    |             | PG          | 1 592        | 10,25        |             |             |
| 4                    | Sylvie Monnin      |             | PCF         | 1 592        | 10,25        |             |             |
|                      |                    |             |             |              |              |             |             |
| Inscrits             | Inscrits           | Inscrits    | Inscrits    | 40 212       | 100,00       | 40 212      | 100,00      |
| Abstentions          | Abstentions        | Abstentions | Abstentions | 24 039       | 59,78        | 24 381      | 60,63       |
| Votants              | Votants            | Votants     | Votants     | 16 173       | 40,22        | 15 831      | 39,37       |
| Blancs               | Blancs             | Blancs      | Blancs      | 445          | 2,75         | 717         | 4,53        |
| Nuls                 | Nuls               | Nuls        | Nuls        | 200          | 1,24         | 339         | 2,14        |
| Exprimés             | Exprimés           | Exprimés    | Exprimés    | 15 528       | 96,01        | 14 775      | 93,33       |
| * conseiller sortant |                    |             |             |              |              |             |             |

### Canton de Pantin
| Candidats            | Candidats            | Partis      | Partis      | Premier tour | Premier tour | Second tour | Second tour |
| Candidats            | Candidats            | Partis      | Partis      | Voix         | %            | Voix        | %           |
| -------------------- | -------------------- | ----------- | ----------- | ------------ | ------------ | ----------- | ----------- |
| 1                    | André Liboz          |             | FN          | 1 788        | 14,29        |             |             |
| 1                    | Nicole Noyer         |             | FN          | 1 788        | 14,29        |             |             |
| 2                    | Samir Amziane        |             | PCF         | 2 331        | 18,63        | Retrait     | Retrait     |
| 2                    | Nadia Azoug          |             | DVE         | 2 331        | 18,63        | Retrait     | Retrait     |
| 3                    | Thu Van Blanchard    |             | UMP         | 1 955        | 15,63        |             |             |
| 3                    | Geoffrey Carvalhinho |             | UMP         | 1 955        | 15,63        |             |             |
| 4                    | Bertrand Kern*       |             | PS          | 5 964        | 47,67        | 7 045       | 100,00      |
| 4                    | Florence Laroche     |             | PRG         | 5 964        | 47,67        | 7 045       | 100,00      |
| 5                    | Iymen Mani           |             | DVE         | 473          | 3,78         |             |             |
| 5                    | Alain Bernard Virion |             | DVE         | 473          | 3,78         |             |             |
|                      |                      |             |             |              |              |             |             |
| Inscrits             | Inscrits             | Inscrits    | Inscrits    | 32 699       | 100,00       | 32 699      | 100,00      |
| Abstentions          | Abstentions          | Abstentions | Abstentions | 19 718       | 60,30        | 23 441      | 71,69       |
| Votants              | Votants              | Votants     | Votants     | 12 981       | 39,70        | 9 258       | 28,31       |
| Blancs               | Blancs               | Blancs      | Blancs      | 313          | 2,41         | 1 674       | 18,08       |
| Nuls                 | Nuls                 | Nuls        | Nuls        | 157          | 1,21         | 539         | 5,82        |
| Exprimés             | Exprimés             | Exprimés    | Exprimés    | 12 511       | 96,38        | 7 045       | 75,10       |
| * conseiller sortant |                      |             |             |              |              |             |             |

### Canton de Saint-Denis-1
| Candidats            | Candidats             | Partis      | Partis      | Premier tour | Premier tour | Second tour | Second tour |
| Candidats            | Candidats             | Partis      | Partis      | Voix         | %            | Voix        | %           |
| -------------------- | --------------------- | ----------- | ----------- | ------------ | ------------ | ----------- | ----------- |
| 1                    | Milisa Gonçalves      |             | UMP         | 813          | 10,48        |             |             |
| 1                    | Georges Melane        |             | UMP         | 813          | 10,48        |             |             |
| 2                    | Brahim Chikhi         |             | DVD         | 277          | 3,57         |             |             |
| 2                    | Nadia Dali            |             | DVD         | 277          | 3,57         |             |             |
| 3                    | Guy Delautre          |             | FN          | 1 102        | 14,21        |             |             |
| 3                    | Christina Guillermond |             | FN          | 1 102        | 14,21        |             |             |
| 4                    | Adeline Assogba       |             | DVG         | 288          | 3,71         |             |             |
| 4                    | Stéphane Privé        |             | DVG         | 288          | 3,71         |             |             |
| 5                    | Bally Bagayoko*       |             | E!          | 2 406        | 31,03        | Retrait     | Retrait     |
| 5                    | Florence Haye*        |             | PCF         | 2 406        | 31,03        | Retrait     | Retrait     |
| 6                    | Jean-Michel Antonin   |             | DVE         | 333          | 4,29         |             |             |
| 6                    | Fatima Laronde        |             | AEI         | 333          | 4,29         |             |             |
| 7                    | Nadège Grosbois       |             | EÉLV        | 2 535        | 32,69        | 4 024       | 100,00      |
| 7                    | Mathieu Hanotin*      |             | PS          | 2 535        | 32,69        | 4 024       | 100,00      |
|                      |                       |             |             |              |              |             |             |
| Inscrits             | Inscrits              | Inscrits    | Inscrits    | 24 553       | 100,00       | 24 553      | 100,00      |
| Abstentions          | Abstentions           | Abstentions | Abstentions | 16 505       | 67,22        | 18 774      | 76,46       |
| Votants              | Votants               | Votants     | Votants     | 8 048        | 32,78        | 5 779       | 23,64       |
| Blancs               | Blancs                | Blancs      | Blancs      | 186          | 2,31         | 1 381       | 23,90       |
| Nuls                 | Nuls                  | Nuls        | Nuls        | 108          | 1,34         | 374         | 6,47        |
| Exprimés             | Exprimés              | Exprimés    | Exprimés    | 7 754        | 96,35        | 4 024       | 69,63       |
| * conseiller sortant |                       |             |             |              |              |             |             |

### Canton de Saint-Denis-2

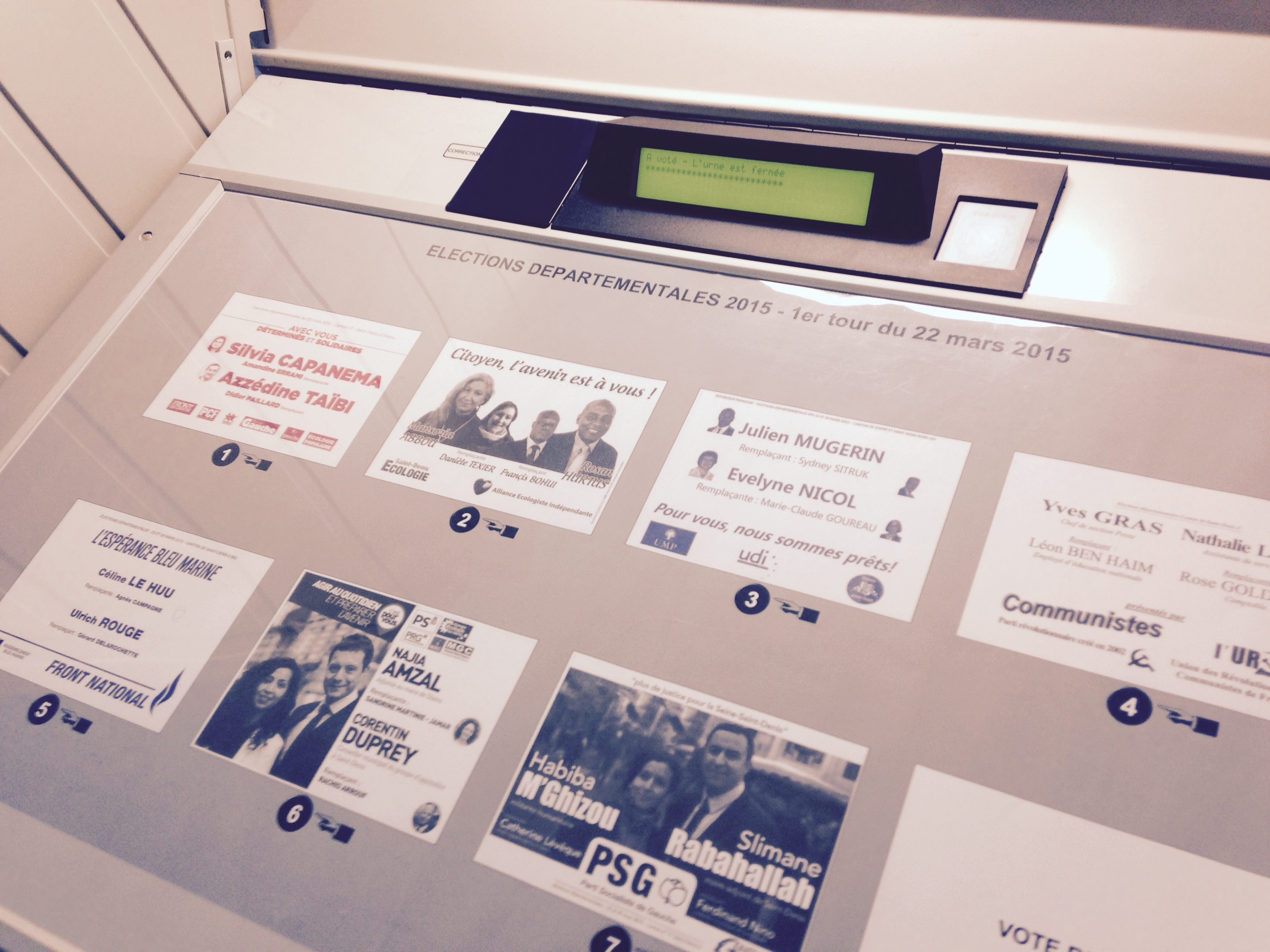
Machine à voter utilisée à Stains pour le 1er tour avec 7 candidats et le bulletin blanc.

| Candidats            | Candidats          | Partis      | Partis      | Premier tour | Premier tour | Second tour | Second tour |
| Candidats            | Candidats          | Partis      | Partis      | Voix         | %            | Voix        | %           |
| -------------------- | ------------------ | ----------- | ----------- | ------------ | ------------ | ----------- | ----------- |
| 1                    | Silvia Capanema    |             | PCF         | 3 630        | 36,09        | 5 590       | 100,00      |
| 1                    | Azzedine Taibi*    |             | App. PCF    | 3 630        | 36,09        | 5 590       | 100,00      |
| 2                    | Mansoria Abbou     |             | AEI         | 308          | 3,06         |             |             |
| 2                    | Rosan Hurtus       |             | AEI         | 308          | 3,06         |             |             |
| 3                    | Julien Mugerin     |             | UMP         | 1 556        | 15,47        |             |             |
| 3                    | Évelyne Nicol      |             | UMP         | 1 556        | 15,47        |             |             |
| 4                    | Yves Gras          |             | EXG         | 174          | 1,73         |             |             |
| 4                    | Nathalie Labbe     |             | EXG         | 174          | 1,73         |             |             |
| 5                    | Céline Le Huu      |             | FN          | 1 744        | 17,34        |             |             |
| 5                    | Ulrich Rougé       |             | FN          | 1 744        | 17,34        |             |             |
| 6                    | Najia Amzal        |             | PS          | 2 026        | 20,14        | Retrait     | Retrait     |
| 6                    | Corentin Duprey    |             | PS          | 2 026        | 20,14        | Retrait     | Retrait     |
| 7                    | Habiba M'Ghizou    |             | DVG         | 620          | 6,16         |             |             |
| 7                    | Slimane Rabahallah |             | DVG         | 620          | 6,16         |             |             |
|                      |                    |             |             |              |              |             |             |
| Inscrits             | Inscrits           | Inscrits    | Inscrits    | 35 264       | 100,00       | 35 264      | 100,00      |
| Abstentions          | Abstentions        | Abstentions | Abstentions | 24 487       | 69,44        | 27 267      | 77,32       |
| Votants              | Votants            | Votants     | Votants     | 10 777       | 30,56        | 7 997       | 22,68       |
| Blancs               | Blancs             | Blancs      | Blancs      | 615          | 5,71         | 2 195       | 27,45       |
| Nuls                 | Nuls               | Nuls        | Nuls        | 104          | 0,97         | 212         | 2,65        |
| Exprimés             | Exprimés           | Exprimés    | Exprimés    | 10 058       | 93,33        | 5 590       | 69,90       |
| * conseiller sortant |                    |             |             |              |              |             |             |

### Canton de Saint-Ouen-sur-Seine
| Candidats            | Candidats             | Partis      | Partis      | Premier tour | Premier tour | Second tour | Second tour |
| Candidats            | Candidats             | Partis      | Partis      | Voix         | %            | Voix        | %           |
| -------------------- | --------------------- | ----------- | ----------- | ------------ | ------------ | ----------- | ----------- |
| 3                    | Karim Bouamrane       |             | PS          | 3 615        | 25,93        | 6 291       | 47,90       |
| 3                    | Dina Deffairi-Saissac |             | EÉLV        | 3 615        | 25,93        | 6 291       | 47,90       |
| 1                    | Roxane Gaurichon      |             | FN          | 1 970        | 14,13        |             |             |
| 1                    | Christian Pereira     |             | FN          | 1 970        | 14,13        |             |             |
| 2                    | Véronique Dubarry     |             | DVE         | 2 632        | 18,88        |             |             |
| 2                    | Frédéric Durand       |             | PCF         | 2 632        | 18,88        |             |             |
| 4                    | William Delannoy      |             | UDI         | 2 585        | 18,54        |             |             |
| 4                    | Wahiba Zedouti        |             | UDI         | 2 585        | 18,54        |             |             |
| 5                    | Hervé Chevreau*       |             | DVD         | 3 142        | 22,53        | 6 843       | 52,10       |
| 5                    | Marie-Louise Magrino  |             | DVD         | 3 142        | 22,53        | 6 843       | 52,10       |
|                      |                       |             |             |              |              |             |             |
| Inscrits             | Inscrits              | Inscrits    | Inscrits    | 40 599       | 100,00       | 40 599      | 100,00      |
| Abstentions          | Abstentions           | Abstentions | Abstentions | 26 168       | 64,45        | 26 521      | 65,32       |
| Votants              | Votants               | Votants     | Votants     | 14 431       | 35,55        | 14 078      | 34,68       |
| Blancs               | Blancs                | Blancs      | Blancs      | 306          | 0,75         | 570         | 1,4         |
| Nuls                 | Nuls                  | Nuls        | Nuls        | 181          | 0,45         | 374         | 0,92        |
| Exprimés             | Exprimés              | Exprimés    | Exprimés    | 13 944       | 96,63        | 13 134      | 93,29       |
| * conseiller sortant |                       |             |             |              |              |             |             |

### Canton de Sevran
| Candidats            | Candidats              | Partis      | Partis      | Premier tour | Premier tour | Second tour | Second tour |
| Candidats            | Candidats              | Partis      | Partis      | Voix         | %            | Voix        | %           |
| -------------------- | ---------------------- | ----------- | ----------- | ------------ | ------------ | ----------- | ----------- |
| 1                    | Yvon Kergoat           |             | MoDem       | 3 610        | 27,73        | 6 216       | 50,12       |
| 1                    | Martine Valleton*      |             | UMP         | 3 610        | 27,73        | 6 216       | 50,12       |
| 2                    | Clémentine Autain      |             | E!          | 2 468        | 18,96        |             |             |
| 2                    | Sébastien Bastaraud    |             | PCF         | 2 468        | 18,96        |             |             |
| 3                    | Agnès Froment          |             | DVD         | 387          | 2,97         |             |             |
| 3                    | Fabrice Scagni         |             | UDI         | 387          | 2,97         |             |             |
| 4                    | Jean-François Baillon* |             | EÉLV        | 3 559        | 27,34        | 6 185       | 49,88       |
| 4                    | Melissa Youssouf       |             | PS          | 3 559        | 27,34        | 6 185       | 49,88       |
| 5                    | Charles Iguedlane      |             | FN          | 2 844        | 21,85        |             |             |
| 5                    | Atika Keddouh          |             | FN          | 2 844        | 21,85        |             |             |
| 6                    | Sylvie Chevrier        |             | MRC         | 150          | 1,15         |             |             |
| 6                    | Daniel Kpode           |             | MRC         | 150          | 1,15         |             |             |
|                      |                        |             |             |              |              |             |             |
| Inscrits             | Inscrits               | Inscrits    | Inscrits    | 41 417       | 100,00       | 41 417      | 100,00      |
| Abstentions          | Abstentions            | Abstentions | Abstentions | 27 812       | 67,15        | 28 000      | 67,61       |
| Votants              | Votants                | Votants     | Votants     | 13 605       | 32,85        | 13 417      | 32,39       |
| Blancs               | Blancs                 | Blancs      | Blancs      | 389          | 2,86         | 641         | 4,78        |
| Nuls                 | Nuls                   | Nuls        | Nuls        | 198          | 1,46         | 375         | 2,79        |
| Exprimés             | Exprimés               | Exprimés    | Exprimés    | 13 018       | 95,69        | 12 401      | 92,43       |
| * conseiller sortant |                        |             |             |              |              |             |             |

### Canton de Tremblay-en-France
| Candidats            | Candidats                  | Partis      | Partis      | Premier tour | Premier tour | Second tour | Second tour |
| Candidats            | Candidats                  | Partis      | Partis      | Voix         | %            | Voix        | %           |
| -------------------- | -------------------------- | ----------- | ----------- | ------------ | ------------ | ----------- | ----------- |
| 1                    | Xavier Lemoine             |             | PCD         | 4 225        | 26,99        |             |             |
| 1                    | Christelle Martinez-Bailly |             | UDI         | 4 225        | 26,99        |             |             |
| 2                    | Jordan Bardella            |             | FN          | 4 748        | 30,33        | 6 768       | 41,04       |
| 2                    | Christine Prus             |             | FN          | 4 748        | 30,33        | 6 768       | 41,04       |
| 3                    | Gérard Auger               |             | PS          | 2 083        | 13,30        |             |             |
| 3                    | Angelique Melliti          |             | EÉLV        | 2 083        | 13,30        |             |             |
| 4                    | Dominique Dellac           |             | PCF         | 4 600        | 29,38        | 9 725       | 58,96       |
| 4                    | Pierre Laporte*            |             | E!          | 4 600        | 29,38        | 9 725       | 58,96       |
|                      |                            |             |             |              |              |             |             |
| Inscrits             | Inscrits                   | Inscrits    | Inscrits    | 40 910       | 100,00       | 40 911      | 100,00      |
| Abstentions          | Abstentions                | Abstentions | Abstentions | 24 653       | 60,26        | 23 153      | 56,59       |
| Votants              | Votants                    | Votants     | Votants     | 16 257       | 39,74        | 17 758      | 43,41       |
| Blancs               | Blancs                     | Blancs      | Blancs      | 422          | 2,60         | 941         | 5,30        |
| Nuls                 | Nuls                       | Nuls        | Nuls        | 179          | 1,10         | 324         | 1,82        |
| Exprimés             | Exprimés                   | Exprimés    | Exprimés    | 15 656       | 96,30        | 16 493      | 92,88       |
| * conseiller sortant |                            |             |             |              |              |             |             |

### Canton de Villemomble
| Candidats            | Candidats             | Partis      | Partis      | Premier tour | Premier tour | Second tour | Second tour |
| Candidats            | Candidats             | Partis      | Partis      | Voix         | %            | Voix        | %           |
| -------------------- | --------------------- | ----------- | ----------- | ------------ | ------------ | ----------- | ----------- |
| 1                    | Rémy Benayoun         |             | PS          | 4 214        | 25,28        | 5 235       | 34,38       |
| 1                    | Ginette Contrastin    |             | EÉLV        | 4 214        | 25,28        | 5 235       | 34,38       |
| 2                    | Patrick Julien Fauvet |             | FN          | 3 848        | 23,08        |             |             |
| 2                    | Gisèle Metay          |             | FN          | 3 848        | 23,08        |             |             |
| 4                    | Jean-Michel Bluteau*  |             | UMP         | 7 359        | 44,14        | 9 992       | 65,62       |
| 4                    | Michèle Choulet       |             | UMP         | 7 359        | 44,14        | 9 992       | 65,62       |
| 3                    | Xavier Hirsch         |             | PCF         | 1 251        | 7,50         |             |             |
| 3                    | Danielle Hrouda       |             | PCF         | 1 251        | 7,50         |             |             |
|                      |                       |             |             |              |              |             |             |
| Inscrits             | Inscrits              | Inscrits    | Inscrits    | 39 363       | 100,00       | 39 361      | 100,00      |
| Abstentions          | Abstentions           | Abstentions | Abstentions | 22 041       | 55,99        | 23 099      | 58,68       |
| Votants              | Votants               | Votants     | Votants     | 17 322       | 44,01        | 16 262      | 41,32       |
| Blancs               | Blancs                | Blancs      | Blancs      | 472          | 2,72         | 676         | 4,16        |
| Nuls                 | Nuls                  | Nuls        | Nuls        | 178          | 1,03         | 359         | 2,21        |
| Exprimés             | Exprimés              | Exprimés    | Exprimés    | 16 672       | 96,25        | 15 227      | 93,64       |
| * conseiller sortant |                       |             |             |              |              |             |             |

#### Avant la création de la Seine-Saint-Denis
- Liste des conseillers généraux de la Seine

#### Avant la réforme de 2014 en Seine-Saint-Denis
- Conseillers généraux de la Seine-Saint-Denis
- Liste des conseillers généraux de la Seine-Saint-Denis
- Conseillers généraux de la Seine-Saint-Denis (2004-2008)
- Conseillers généraux de la Seine-Saint-Denis (2008-2011)
- Conseillers généraux de la Seine-Saint-Denis (2011-2015)
- Élections cantonales françaises de 2011

#### Redécoupage cantonal de 2014 en France
- Conseil départemental de la Seine-Saint-Denis
- Conseillers départementaux de la Seine-Saint-Denis